# Koritno, Majšperk
Koritno este o localitate din comuna Majšperk, Slovenia, cu o populație de 76 de locuitori.